# Усадьба фабриканта Сенькова
Усадьба фабриканта С. И. Сенькова (разг. «Дача Сенькова», «Верхний дом») — архитектурный памятник регионального значения, возведённый в начале XIX века на горе Ярополь в исторической части города Вязники (Владимирская область).

## Описание
Главная достопримечательность усадьбы — здание усадебного дома, которое представляет собой двухэтажное строение смешанного типа с элементами готики: первый этаж кирпичный, второй — деревянный. Особую эффектность главному дому придает западная восьмигранная башня, украшенная сверху поясом зубцов на машикулях. Завершается башня шатром из поливной черепицы. Здание сохранило практически все конструктивные элементы и детали декора. Боковые части центрального фасада украшают ложные ступенчатые фронтоны с нишами стрельчатой формы. Весь периметр усадьбы обнесён ажурной оградой с кирпичными столбами. Элементы ограды сохранились лишь частично.
Также на территории усадьбы находилось здание каретника. Это был одноэтажный каменный дом из красного кирпича под сложной кровлей с большими слуховыми окнами над северным и южным фасадами, расположенными в щипцах. Здание каретника представляло собой пример служебной постройки начала XX века, выполненной в стиле модерн с использованием элементов готики.

## История

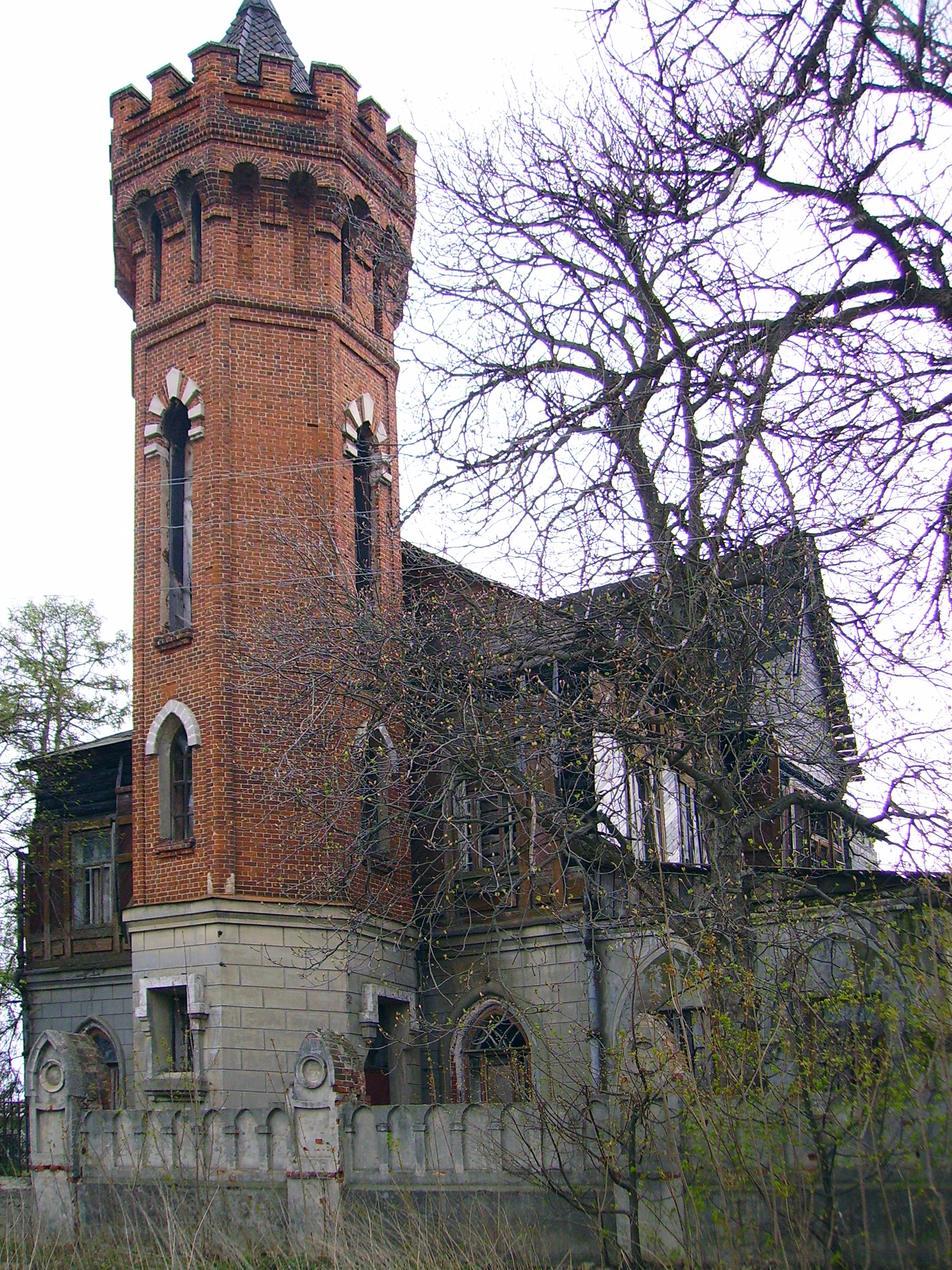

Предположительно, первыми хозяевами усадьбы были купцы Водовозовы. Это семейство поначалу было очень успешным, но в 1824 году, во время наводнения в Санкт-Петербурге, у них затопило все склады с продукцией, под залог которой ими были взяты кредиты в банке. И им срочно пришлось распродавать находившуюся в их собственности недвижимость.
В середине столетия усадьба и ряд других домов были приобретены Осипом Осиповичем Сеньковым для разрастающейся семьи. Он произвёл капитальный ремонт уже существующего дома.
Когда его брат, Иван Осипович, в 45 лет разбился, упав с лесов, доля в общем имуществе братьев отошла 18-летнему сыну погибшего — Сергею. Через четыре года молодой человек захотел самостоятельности, и имущество было поделено. К Сергею отошли городские дома — среди них и Верхний. Неоднократно перестраиваемый, свой окончательный вид он приобрёл примерно к 1912 году.
В годы Великой Отечественной войны в усадьбе Сенькова располагался эвакуационный госпиталь № 5797, а затем, вплоть до пожара 2003 года, отделение районной больницы.
После пожара усадьба была заброшена. Это обстоятельство подарило шанс местным жителям разобрать каретник на кирпичи для хозяйственных целей. После этого случая городские власти периодически нанимали охрану. В настоящее время усадьба выкуплена собственником и приводится в надлежащее состояние.